# الیوین
کانی الیوین (/ˈɒl. ɪˌvi:n/) یک سیلیکات آهن منیزیم با فرمول شیمیایی (Mg2+, Fe2+)2SiO4 است. این کانی نوعی نسوزیلیکات یا ارتوسیلیکات است.

## فورستریت
فورستریت خالص از منیزیم، اکسیژن و سیلیکون تشکیل شده‌است. همچنین فورستریت به عنوان زیرمجموعه کانی‌های الیوین است و این به این معناست که الوین غنی از منیزیم فورستریت بوده و هر الیوینی فورستریت نیست. فورستریت عمدتاً از آنیون SiO4-4 و کاتیون Mg+2 در نسبت مولی ۱: ۲ تشکیل شده‌است. که سیلیکون اتم مرکزی در آنیون SiO4-4 است. هر اتم اکسیژن توسط یک پیوند کووالانسی منفرد به سیلیکون متصل می‌شود. چهار اتم اکسیژن به دلیل پیوند کووالانسی با سیلیکون دارای بار منفی جزئی هستند؛ بنابراین، اتم‌های اکسیژن برای کاهش نیروی دافعه بین آنها باید از یکدیگر دور باشند. بهترین هندسه برای کاهش دافعه، شکل چهار گوش است. کاتیونها دو مکان مختلف هشت ضلعی دارند که M1 و M2 هستند و پیوندهای یونی را با آنیونهای سیلیکات تشکیل می‌دهند. M1 و M2 کمی متفاوت هستند. سایت M2 بزرگتر و منظم تر از M1 است همان‌طور که در شکل ۱ نشان داده شده‌است.
فورستریت با فرمول شیمیایی Mg2SiO4 سرامیک جدید زیست‌فعال است، که در مقایسه با هیدروکسی آپاتیت(HA)، چسبندگی و استخوان‌سازی خوبی داشته و متعلق به گروه معدنی الیوین است و به نام طبیعت‌شناس آلمانی یوهان فورستر نام‌گذاری شده‌است. فورستریت درخشان، شیشه‌ای با ظاهری نیه‌شفاف تا شفاف است و به صورت جرم جامد به رنگ سبز یا زرد کم‌رنگ مایل به سفید وجود دارد.
فورستریت دارای ساختار بلوری اورترومبیک-دیپیرامیدال با اندازه پارامترهای a=۰٫۴۹، b=۱٫۰۴ و c=۰٫۶۱ نانومتر و نقطه‌ذوب C ˚۱۸۹۰ می‌باشد. 

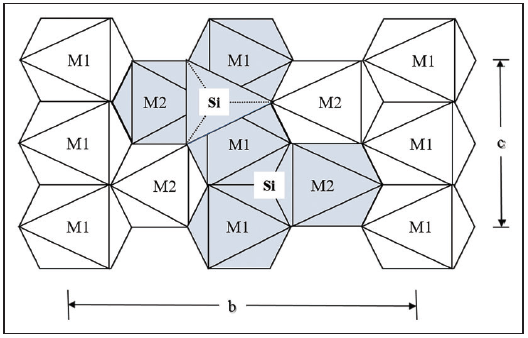

منیزیم یکی از مهم‌ترین عناصر معدنی در میان ۷۸ عنصر معدنی موجود در بدن انسان است. تقریباً نیمی از منیزیم فیزیولوژیک درون بدن، در بافت استخوانی ذخیره شده‌است. منیزیم عامل بسیاری از آنزیم‌ها است و ساختارهای RNA و DNA را تثبیت می‌کند و این مسئله به‌خوبی شناخته شده‌است.
تغییر سطح زیست‌سرامیک‌های حاوی یون Mg+2 به‌طور قابل‌توجهی سلول‌های استئوژنیک فونوتایپ را هم در شرایط محیط آزمایشگاه و هم درون بدن تحت تأثیر قرار می‌دهد. فعل و انفعالات سطح سلول‌های بیولوژیکی استئوبلاست به‌طور عمده توسط گیرنده‌های چسبنده غشای سلولی (اینتگرین)، که منیزیم در آن نقش مهمی ایفا می‌کند، انجام می‌شود. Mg+2 زیرواحدها بپیوندد و با تغییرات خارج سلولی می‌تواند میل سلول‌ها به سطح ماده بیولوژیک را تعدیل کند.
سرامیک‌ها و شیشه‌های زیست‌فعال حاوی منیزیم به دلیل زیست‌سازگاری، زیست‌فعالی و همچنین خواص مکانیکی دارای جذابیت هستند. علاوه بر این، مشخص شده که محصولات تخریب این سرامیک‌ها در مایعات فیزیولوژیک مانند Si , Ca و Mgمی‌تواند چسبندگی، تکثیر و تمایز سلول‌های استئوبلاست را ترغیب نماید، که آن‌ها را به نامزدهایی امیدوارکننده برای برنامه‌های مهندسی بافت تبدیل می‌کند. همچنین مطالعات جدید نشان داده‌است که زیست‌سرامیک‌های سیلیکاتی حاوی منیزیم توانایی القاء رگ‌زایی در شرایط بیولوژیکی را دارد.
همچنین سیلیکون یک عنصر اساسی در رشد اسکلت به‌شمار می‌رود. با توجه به مطالعات انجام شده گزارش شده‌است که فورستریت خواص‌مکانیکی و زیست‌سازگاری بهتری نسبت به هیدروکسی آپاتیت دارد. روش‌های زیادی مثل: ماتریس پلیمر، زینترینگ ماکروویو، سل-ژل و خوداحتراقی برای تولید فورستریت خالص مورد استفاده قرار گرفته‌است. به‌طور کلی، خلوص فاز فورستریت در درجه حرارت بالاتر به دلیل سرعت انتشار آهسته سیستم‌های سیلیکات منیزیم حاصل می‌شود، که از این چالش‌ها با استفاده از بالمیل کردن، فشرده‌سازی پیش‌سازها یا فعال‌سازی مکانیکی در هنگام سنتز، جلوگیری به‌عمل می‌آید.

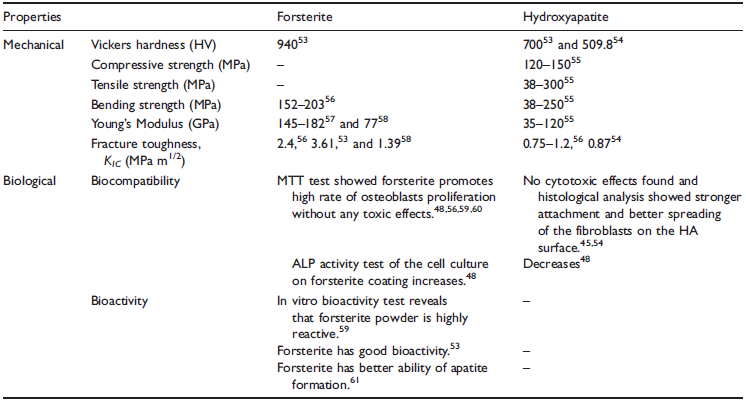

با توجه به جدول مشاهده می‌شود که فورستریت نسبت به هیدروکسی‌آپاتیت در خواص‌مکانیکی مثل: سختی ویکرز، استحکام خمشی، مدول‌یانگ و تافنس‌شکست(K1C) دارای برتری مشهودی است. در مورد زیست‌سازگاری فورستریت گزارش‌ها از مطالعات انجام شده حاکی از آن است که طبق آزمایش MTT، فورستریت بدون اثرات سمی باعث افزایش تکثیر سلول‌های استئوبلاست شده‌است. در مورد هیدروکسی‌آپاتیت نیز هیچ سمیت سلولی یافت نشده‌است و تجزیه و تحلیل بافت‌شناسی اتصال قوی و گستردگی بهتر سلول‌های فیبروبلاست بر روی آن را نشان داده‌است.
زیست‌فعالی فورستریت با استفاده از آنالیز ALP مورد بررسی قرار گرفته‌است که نتایج حاکی از افزایش کشت سلولی در فورستریت بوده، درحالی که براساس نتایج کشت سلولی در هیدروکسی‌آپاتیت کاهش یافته‌است، همچنین بر طبق شبیه‌سازی‌های آزمایشگاهی گفته شده‌است که فورستریت دارای واکنش‌پذیری بالاتر، زیست‌فعالی خوب و همچنین تشکیل آپاتیت بهتری است.